# Filius philosophorum

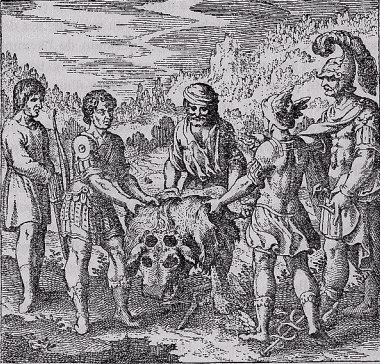
Embleem XLVI "Infans Philosophicus tres agnoscit patres, ut Orion" uit Michael Maiers emblemenboek Atalanta fugiens, 1617, gravure van Theodor de Bry (1528–1598)

De filius philosophorum (Latijn voor filosofenkind, dat wil zeggen: gemaakt door de ware studenten van de filosofie) is een alchemistisch symbool. 
In sommige alchemistische teksten wordt het gelijkgesteld met de steen der wijzen (lapis philosophorum), maar in andere heeft het zijn eigen symbolische betekenis. Andere termen voor de filius philosophorum zijn filius sapientiae ("kind van wijsheid"), infans noster ("ons kind") en infans solaris ("zonnekind").
De filius philosophorum wordt op verschillende manieren afgebeeld. Voorbeelden hiervan zijn de getransformeerde hermafrodiet Hermes, het kind van de Rode Koning en de Witte Koningin (de Zon en de Maan), het kind van het ei, en de Orion met de drie vaders.
De filius philosophorum was ook een van de jungiaanse archetypen geanalyseerd door de Zwitserse psycholoog Carl Gustav Jung.

## Voetnoten
1. ↑  Alchemy Website. Gearchiveerd op 26 maart 2023.